# 카무이전
『카무이전』(일본어: カムイ伝)은 시라토 산페이의 장편 극화다. 에도시대의 다양한 계급의 인간들의 시점에서 중층적으로 짜여진 군상극이다. 무수한 조연들이 등장하는 웅장한 스케일의 이야기이며, 1964년 연재 시작 이후 50년이 경과하면서도 완결을 이루지 못하고 작가가 먼저 세상을 떠났다. 시라토 자신의 만화가 인생의 대부분을 이 작품에 쏟아부었기 때문에 시라토의 라이프워크라고 칭해진다.
1964년부터 1971년까지 『월간만화 가로』에 연재되었다. 또한 『주간 소년 선데이』에 『카무이 외전』을 부정기 연재했다. 1982년부터 1987년까지 소학관 『빅 코믹』 지면에 『카무이 외전 제2부』를 연재했고, 같은 지면에 1988년부터 2000년까지 『카무이전 제2부』가 연재되었다. 『카무이전 제3부』가 구상되었다고 여겨지지만, 작가 시라토의 사망으로 인해 발표되지 않았다.
2021년 10월 기준 카무이전 시리즈의 누계 발행부수는 1500만 부를 돌파했다.